# Kurt Schubert (Komponist)
Kurt Schubert (* 19. Oktober 1891 in Berlin; † 2. oder 3. Mai 1945 (gefallen)) war ein deutscher Komponist, Pianist und Klavierpädagoge.

## Leben und Werk
Kurt Schubert war Schüler seines Vaters, der eine Musikschule leitete, studierte Klavier bei Xaver Scharwenkas und Komposition bei Friedrich Gernsheim.
Er wirkte von 1918 bis 1921 am Klindworth-Scharwenka-Konservatorium in Berlin und ab 1921 an der Staatlichen Akademie für Kirchen- und Schulmusik Berlin als Leiter einer Klavierausbildungsklasse. 1922 wurde er zum Professor ernannt. Als Pianist trat er bestimmt für neue und generell vernachlässigte Werke ein. Zum 1. Mai 1933 trat er der NSDAP bei.
Von seinen Kompositionen veröffentlichte er das Quintett in einem Satz für Klarinette, zwei Violinen, Viola und Violoncello, die Kammermusik in einem Satz auf ein schlesisches Volkslied für Klavier, Violine, Viola und Violoncello sowie Klavierlieder und Chöre.
Kurt Schubert schrieb Die Technik des Klavierspiels aus dem Geiste des musikalischen Kunstwerks (Berlin 1931, 31954) sowie Die Programmmusik (In: Musikalische Formen in historischen Reihen. XIII, herausgegeben von Heinrich Martens, Berlin 1933).
Schubert stand 1944 auf der Gottbegnadeten-Liste des Reichsministeriums für Volksaufklärung und Propaganda.